# Tilleul de Linn
Le tilleul de Linn, situé dans le canton d'Argovie, est considéré comme le plus beau tilleul de Suisse, voire d'Europe[réf. nécessaire]. Âgé de 500 à 800 ans, son tronc a un diamètre de 3,4 mètres.

## Histoire
La région se souvient de la peste qui a sévi de l'automne 1667 au mois de janvier 1669 et qui coûta la vie à 350 habitants de la commune de Bözberg[réf. nécessaire], soit plus des deux tiers de sa population. C'est de cette époque que daterait la légende du tilleul de Linn, consignée en 1856[réf. nécessaire]. Les victimes de la peste étaient si nombreuses qu'un charretier avait été chargé de transporter tous les jours les cadavres vers un cimetière éloigné. Se sentant finalement menacé lui aussi par la maladie, il s'enfuit aussi loin que possible, mais mourut[réf. nécessaire]. La peste poursuivant ses ravages, le seul survivant a creusé une grande fosse tout près du village et y a jeté tous les corps. Puis, sur la tombe, il a planté le tilleul, qui sert à la fois de monument funéraire et de symbole de la vie éternelle[réf. nécessaire].
Si cette légende a un fond de vérité, le tilleul aurait actuellement quelque 340 ans. Pour en vérifier l'authenticité, il faudrait creuser le sol[réf. nécessaire].
Le tilleul (Linde en allemand) donne son nom à la commune de Linn.